# アーセル数
アーセル数（アーセルすう）とは、流体力学で用いられる無次元数の1つ。以下の公式で求められる。
{\displaystyle U={\sqrt {\frac {a\lambda ^{2}}{h^{3}}}}}
ただし、{\displaystyle U}はアーセル数、{\displaystyle a}は波の振幅、{\displaystyle \lambda }は波の波長、{\displaystyle h}は波のある場所の水深を意味する。アーセル数が1に近ければ、この波の中には非線形成分（クノイダル波）が含まれることになるが、アーセル数が1より十分に大きければ段波以外が波形を変えることになり、1より十分に小さい場合は波はストークス波のみと見なせ、非線形成分の影響は無視できる。